# Acanthiza
Acanthiza là một chi chim trong họ Acanthizidae.
Các loài trong chi này chủ yếu được tìm thấy ở Úc nhưng với một loài (A. murina) có phạm vi phân bố ở New Guinea. Chúng không liên quan chặt chẽ tới các loài trong chi Chalcostigma mà tên tiếng Anh cũng gọi là thornbill.
Chúng được tìm thấy chủ yếu ở Úc và có mỏ dài và mỏng.

## Các loài
- Acanthiza apicalis (Gould, 1847)
- Acanthiza chrysorrhoa (Quoy & Gaimard, 1830)
- Acanthiza ewingii (Gould, 1844)
- Acanthiza inornata (Gould, 1841)
- Acanthiza iredalei (Mathews, 1911)
- Acanthiza katherina (De Vis, 1905)
- Acanthiza lineata (Gould, 1838)
- Acanthiza murina (De Vis, 1897)
- Acanthiza nana (Vigors & Horsfield, 1827)
- Acanthiza pusilla (White, 1790)
- Acanthiza reguloides (Vigors & Horsfield, 1827)
- Acanthiza robustirostris (Milligan, 1903)
- Acanthiza uropygialis (Gould, 1838)

## Hình ảnh

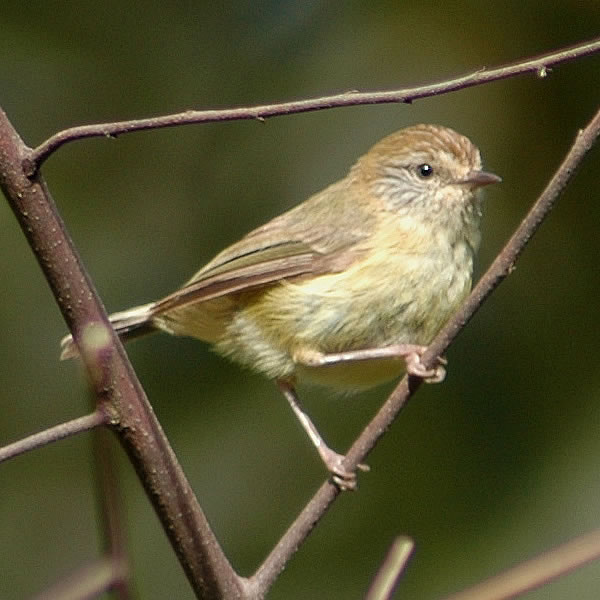
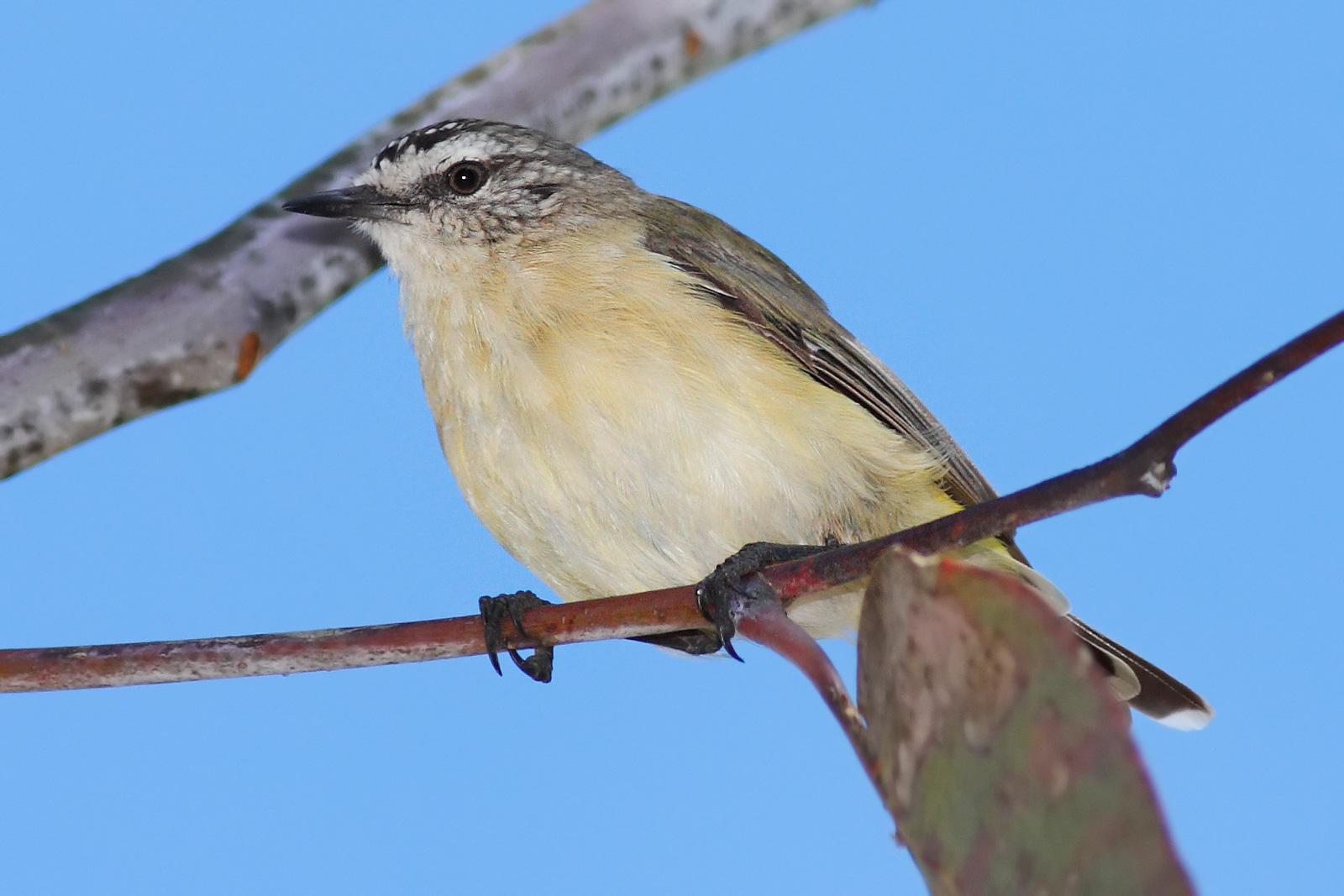